# Chiesa di San Michele Arcangelo (Silea)
La chiesa di San Michele Arcangelo è la parrocchiale di Silea, in provincia e diocesi di Treviso; inoltre, fa parte del vicariato di Monastier.

## Storia
Nell'antico borgo denominato Melma, l'odierna Silea, nel 1172 fu edificata una chiesa in stile romanico dedicata a san Michele Arcangelo: ecclesia Sancti Micaelis de Melma. Un documento del 1223 certifica che questa cappella aveva un piccolo porticato e un ulteriore documento del 1297 che era filiale della pieve di Treviso.

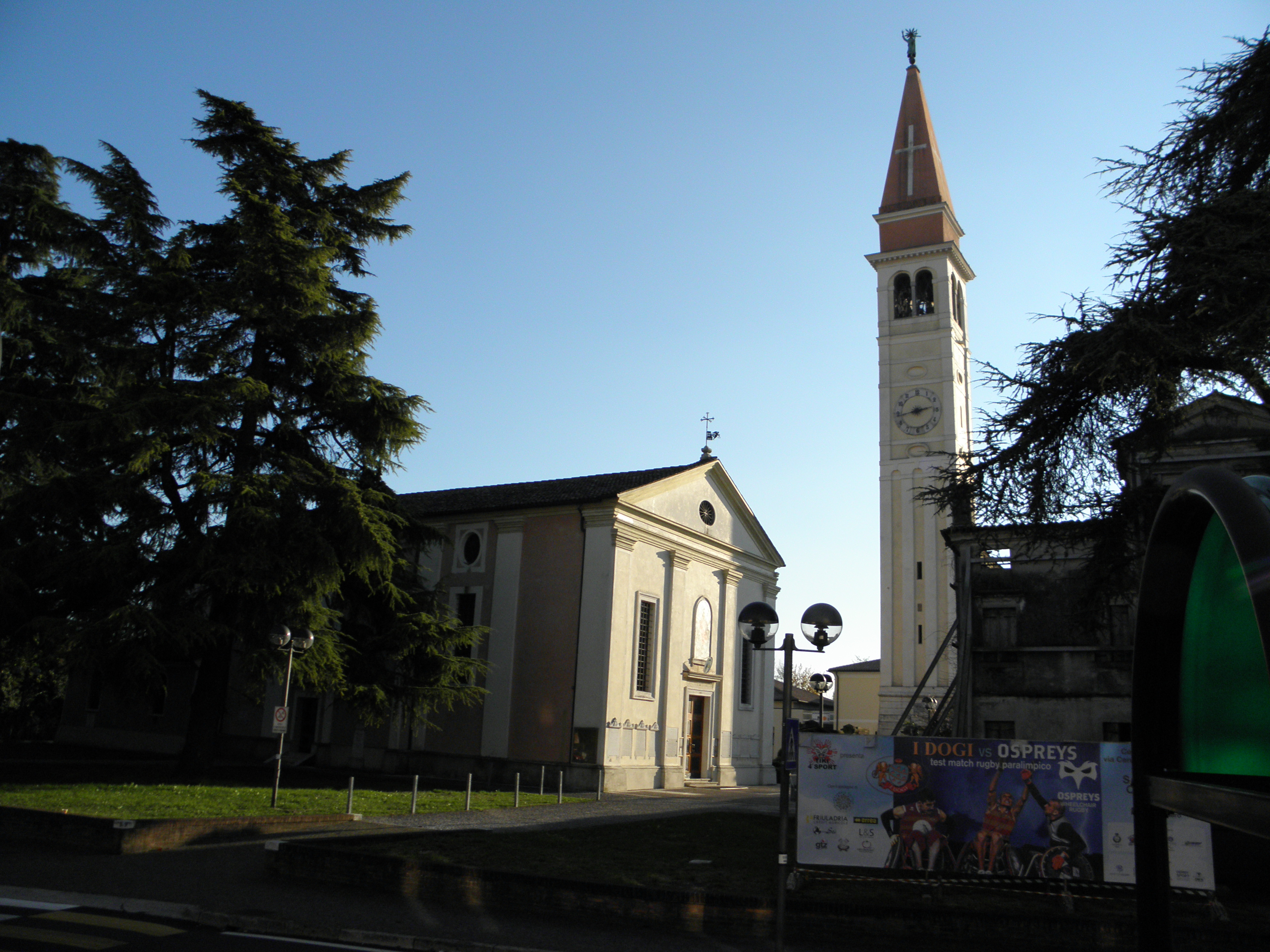
La chiesa ed il campanile

La nuova parrocchiale venne costruita nel 1493, la datazione è incisa sul portale.
 Da ulteriori documenti del XVI secolo si apprende che il campanile era dotato di due campane.
Intorno al 1620 gli interni della chiesa subirono un rifacimento e, al termine dei lavori il 27 settembre 1626, la parrocchiale fu consacrata. Nel Settecento la chiesa venne trasformata in stile barocco; nel 1756 furono eseguiti gli stucchi dell'interno e, verso la fine di quel secolo, vennero collocati quattro nuovi altari in pietra. Nel 1754 il campanile fu riedificato e restaurato nel 1821 e nel 1884

Nel 1891 la facciata venne portata a termine. Nel 1912 il tetto della chiesa venne rifatto; questo crollò parzialmente nel 1996 e fu risistemato tra il 2000 ed il 2001.

## Descrizione
La facciata è tripartita da quattro lesene; nella parte centrale, sopra il portale, c'è l'affresco raffigurante San Michele Arcangelo, realizzato tra il 1891 ed il 1892, mentre nelle parti laterali si aprono due finestroni.

Opere di pregio conservate all'interno della chiesa sono l'affresco del soffitto con soggetto la Lotta di San Michele Arcangelo, attorno al quale vi sono altri affreschi raffiguranti la Santa Madre Chiesa, la Fede, la Speranza e la Carità, l'acquasantiera, l'organo settecentesco e opere di Giovanni Marini e di Vincenzo del Mosaico.